# Silvia Agüero Fernández
Silvia Agüero Fernández (Madrid, 24 de agosto de 1985) es una escritora feminista gitana que recupera la memoria de la opresión del pueblo gitano. 

## Trayectoria
Fue adoptada por una familia paya de Vallecas, de ideología antigitana. Huyó de esa casa y localizó a su familia gitana. Tomó conciencia de lo que suponía pertenecer al pueblo gitano y creó una asociación intercultural dirigida por personas gitanas llamada Pretendemos Gitanizar el Mundo.
Dirige la Revolución de las Rosas Romaní (I Rromani Rozenqe Revolùcia), una lucha contra la violencia obstétrica. Coordina la Plataforma Rosa Cortés. Colabora con la radio comunitaria Radio Vallekas, con Pikara Magazine y con Ara!nfo.
Vive en La Rioja y se presentó en las listas de Podemos a las elecciones municipales de 2020. Entre sus referentes se encuentran la cantaora flamenca La Paquera de Jerez, la abogada Pastora Filigrana y Rosa Cortés, la protagonista de la Gran Red Antigitana de 1749.
En el libro Resistencias gitanas, escrito junto con Nicolás Jiménez, denuncian el borrado de la historia del pueblo gitano. Ejemplos de ello son la ausencia de la represión gitana en el currículo escolar, el desconocimiento del modelo de resistencia de las mujeres gitanas a las leyes de Felipe II, o el cuestionamiento del modelo cultural antigitano, como el estereotipo de La gitanilla de Miguel de Cervantes. Todo ello está detrás de la discriminación a la que se sigue enfrentando el pueblo gitano.
En 2022, creó junto a la actriz y directora Nüll García, con el apoyo actoral de Pamela Palenciano, el monólogo teatral No soy tu gitana en el Teatro del Barrio que deconstruye la histórica imagen pública de las mujeres gitanas desde 1499 hasta la actualidad. García dirige a Agüero en esta obra cuyo nombre está inspirado en el título de la película documental I Am Not Your Negro (No soy tu negro), basada en la obra del escritor y activista por los derechos civiles estadounidense James Baldwin.
Además, desde abril de 2023 dirige y presenta el programa de tertulia Al lío], de Canal RED, donde cada dos semanas Agüero conversa con líderes del activismo social, racial y de género. El programa tiene una sección de "Maldiciones y buenaventuras".

## Obra
- 2019 – Disidencia en el cuerpo: perspectivas feministas. VVAA. Editorial Ménades. ISBN 978-84-120204-0-3.[23][24]
- 2020 – Resistencias gitanas. Junto a Nicolás Jiménez. Libros.com. ISBN 9788418261718.[25][26]
- 2021 – Pretendemos Gitanizar el mundo. Revista. VVAA. ISNN 2660-9908.
- 2022 – Mi Feminismo es Gitano. Junto a Mª Ágeles Fernández. Píkara Magazine (monográfico).[27]
- 2022 – No soy tu gitana. Junto a Nüll García. Monólogo teatral.[19]
- 2024 – ¿Anarquismo gitano? Junto a Nicolás Jiménez González. Editorial Libros de la Catarata. ISBN 9788413529486.